# Jungfru Marias födelses ortodoxa kyrka, Gorzów Wielkopolski
Jungfru Marias födelses ortodoxa kyrka, eller Ortodoxa kyrkan för Jungfru Marias födelse, (polska: Cerkiew Narodzenia Najświętszej Maryi Panny) är en polsk-ortodox kyrkobyggnad belägen i staden Gorzów Wielkopolski i Lubusz vojvodskap, i västra Polen.
Kyrkan är helgad åt den liturgiska festdagen Jungfru Marie födelse och tillhör Wrocław och Szczecins stift.

## Historik
Jungfru Marias födelses ortodoxa kyrka i Gorzów Wielkopolski började byggas 1989 och stod klar 1995. Kyrkan invigdes samma år.

## Kyrkan
- Kyrkan är formad som ett grekiskt kors. Längden på alla armar är 25 meter. Höjden på kyrkan har samma mått.

- Antalet kupoler är fem stycken.

- Intill kyrkan finns en liten klockstapel som har tre klockor. Den största väger 300 kg.

## Bilder

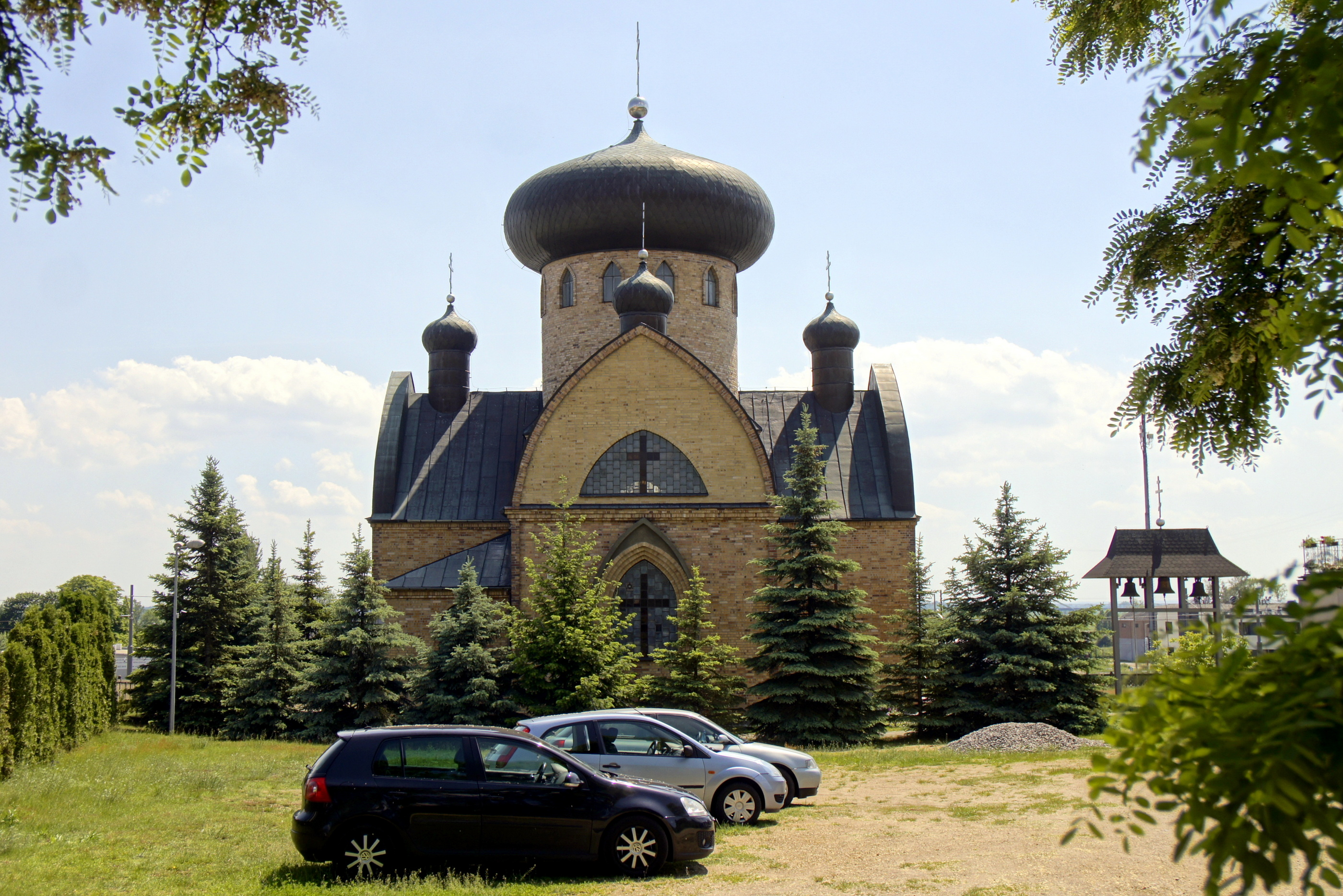
Kyrkan från sidan.